# João Gomez de Araújo (Komponist, 1846)
João Gomez de Araújo (* 5. August 1846 in Pindamonhangaba; † 8. September 1943 in São Paulo) war ein brasilianischer Komponist.
Araújo studierte in Rio de Janeiro und Mailand und gründete das Conservatorio Musical de São Paulo, an dem er bis zu seinem Tode unterrichtete. Er komponierte vier Opern (Edmea, Carmosissa, Marie Petrovna und Helena), sechs Sinfonien, zwei sinfonische Dichtungen, sechs Messen, zwei Kantaten, kammermusikalische Werke und etwa sechzig Lieder.